# 比較無知學
比較無知學（曾做agnatology）是研究文化中刻意引導的無知或懷疑，尤其是出版錯誤或誤導人的科學資料的現象。這個新詞是由羅伯特·普羅克特（Robert N. Proctor）所創造，他是史丹佛大學專長於科學與科技史的教授。這個字的來源是由古希臘語的字彙ἄγνωσις（agnōsis，不知道的，來自雅典希臘語 ἄγνωτος 未知）以及-λογία（-logia，學門）組合而成。更廣泛而論，這個詞描述常見的某個主體知識比過往越來越不模糊的常見現象。